# كين جنكينز
كين جنكينز (بالإنجليزية: Ken Jenkins)‏ (و. 1940 – م) هو ممثل، وكاتب سيناريو، وممثل تلفزيوني، من الولايات المتحدة الأمريكية، ولد في دايتون، أوهايو.

## التعليم
تعلم في Antioch University ‏، وكلية أنطاكية.

## وصلات خارجية
- كين جنكينز على موقع IMDb (الإنجليزية)
- كين جنكينز على موقع ألو سيني (الفرنسية)
- كين جنكينز على موقع أول موفي (الإنجليزية)
- كين جنكينز على موقع قاعدة بيانات برودواي على الإنترنت (الإنجليزية)
- كين جنكينز على موقع قاعدة بيانات الأفلام السويدية (السويدية)
- كين جنكينز على موقع إن إن دي بي (الإنجليزية)
- كين جنكينز على موقع قاعدة بيانات الفيلم (الإنجليزية)
- كين جنكينز على موقع كينوبويسك (الروسية)